# Sýpka (Řestoky)
Sýpka v Řestokách je dvoupatrová barokní sýpka z 18. století, s výrazným štítem zdobeným vázami. Nachází se v obci Řestoky v okrese Chrudim v Pardubickém kraji. V roce 1964 byla zapsána do státního seznamu kulturních památek.
Budova je v soukromém vlastnictví a podle řízení o zrušení památkové ochrany byl v roce 2000 konstatován nedobrý stav objektu; zejména bylo zjištěno poškození střechy, destrukce a zřícení části krovu, odstranění podlah všech pater. Přesto i vzhledem k výjimečné velikosti památková ochrana zrušena nebyla.
V roce 2025 má jižní polovina budovy sýpky zřícený krov, na severní polovině byla opravena střešní krytina.

## Popis
Sýpka je pozůstatkem někdejšího vrchnostenského zemědělského dvora. Jedná se o mohutnou původně třípodlažní stavbu na kamenné podezdívce, která vyrovnává terén, zejména nad bývalým mlýnem, který je datován rokem 1604.
Na severním i jižním průčelím podlouhlé stavby jsou barokní štíty, které ji výrazně převyšují. Štíty tvoří tři pole, oddělená římsami. Nejvyšší pole je trojúhelník s kruhovým okénkem, střední pole má na stranách voluty a uprostřed zaklenuté okno, po stranách jsou na sloupcích a na vrcholu štítu umístěny kamenné vázy.

## Galerie

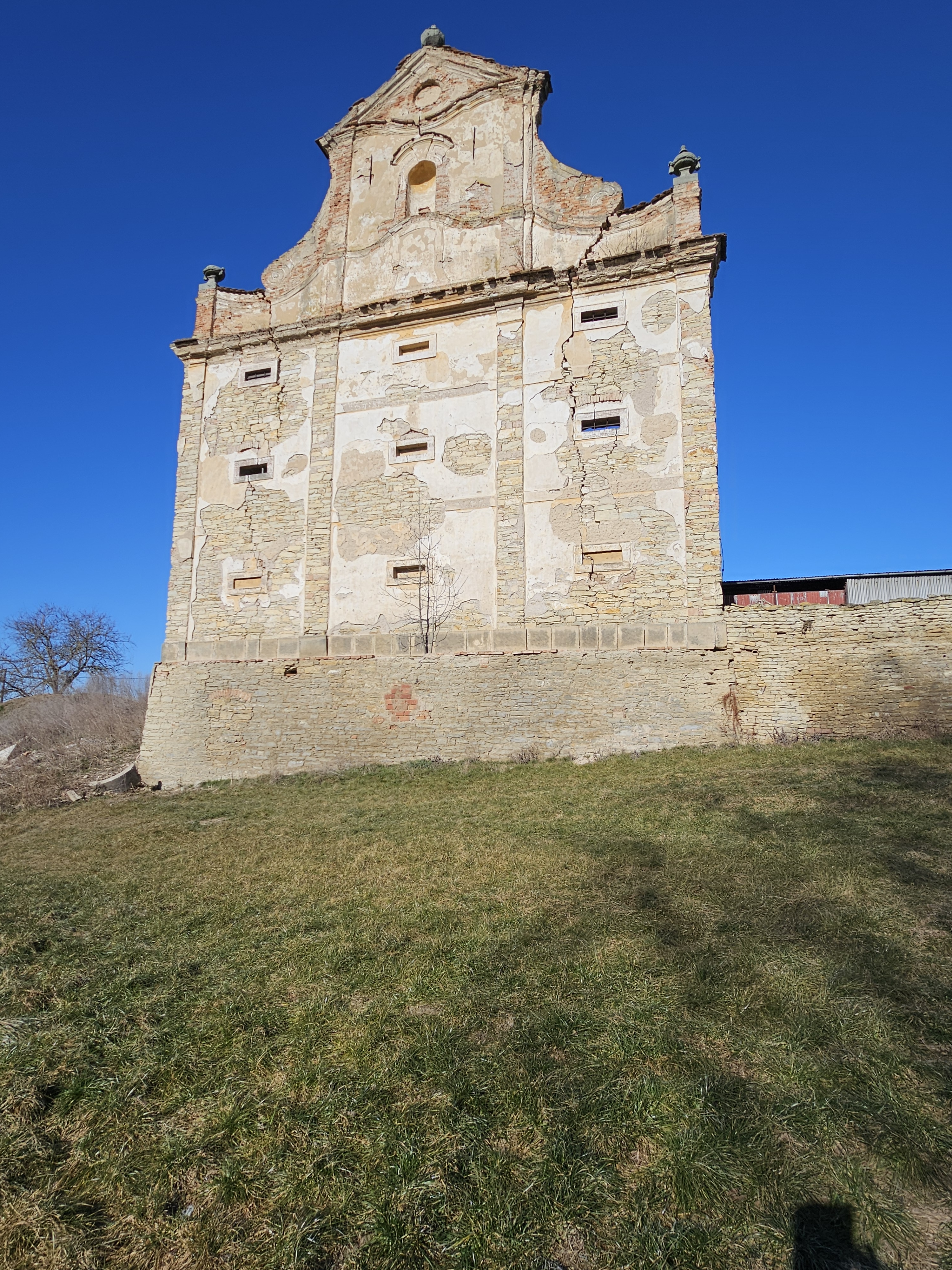
jižní průčelí barokní sýpky v Řestokách
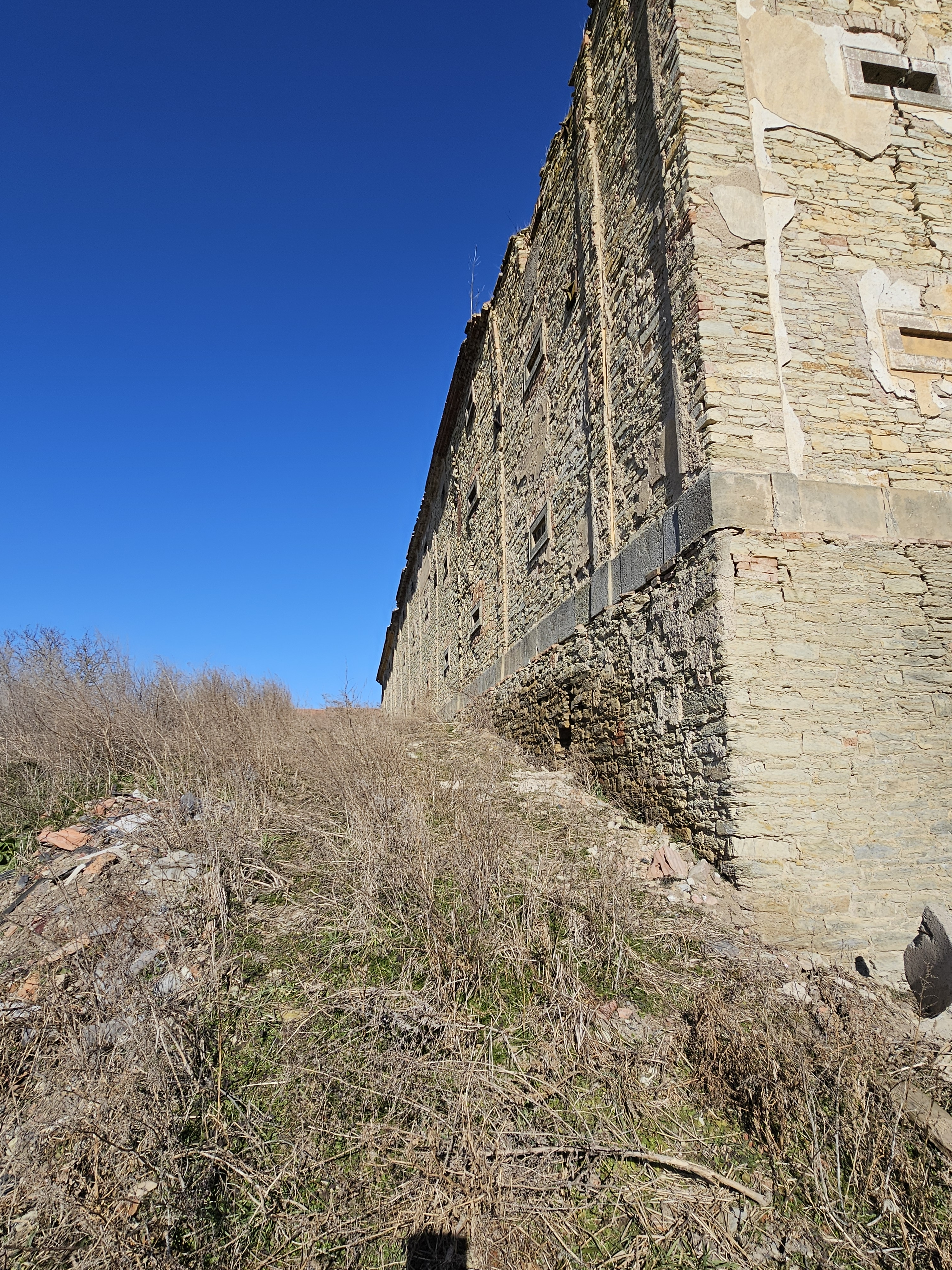
zadní strana budovy sýpky
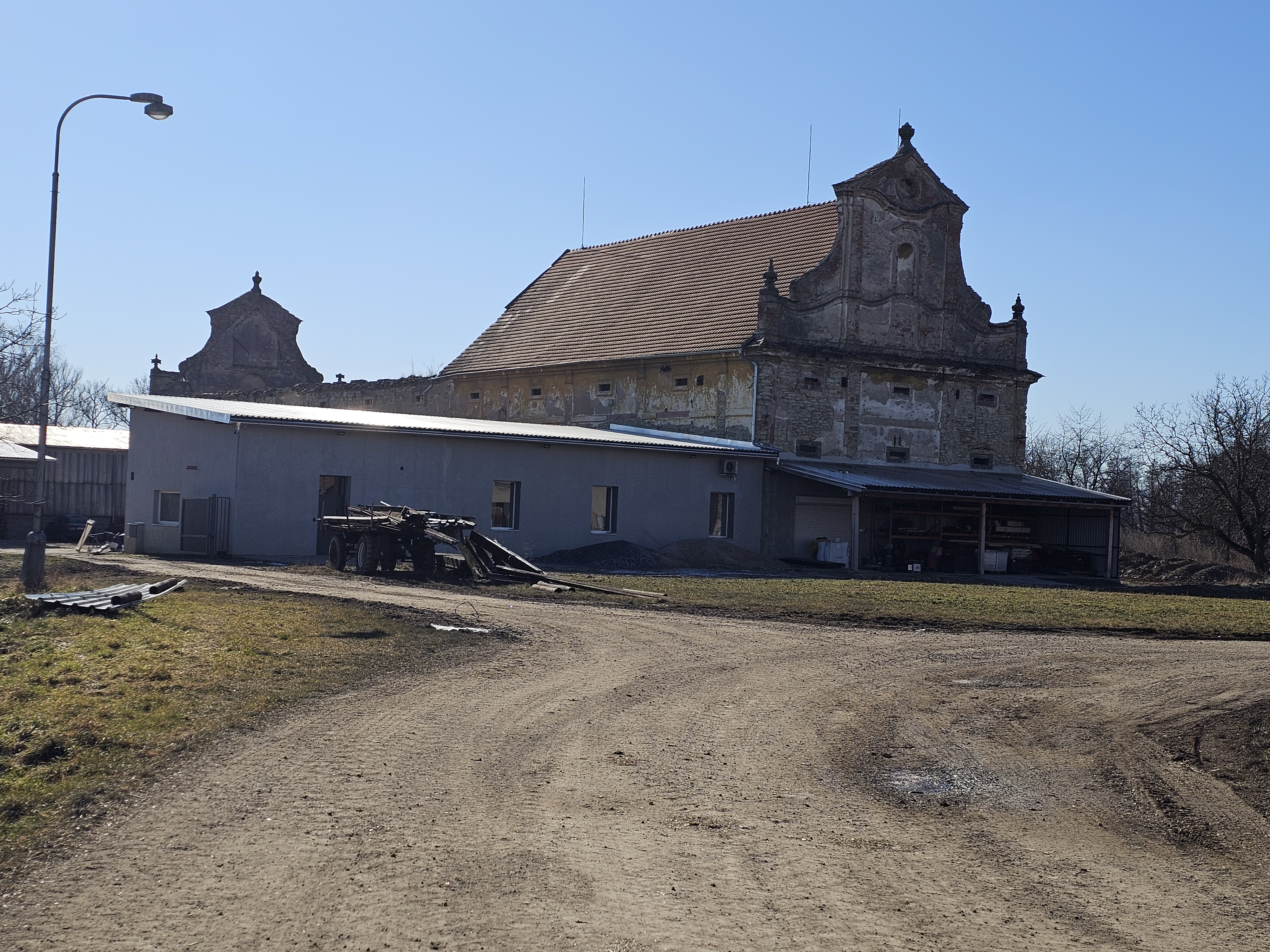
severní průčelí sýpky Řestoky s opravenou střechou na polovině budovy